# Elecciones municipales de 2024 en la Región de Valparaíso
Las elecciones municipales de 2024 en la Región de Valparaíso se realizaron los días 26 y 27 de octubre de 2024 para elegir a los responsables de la administración local, es decir, de las comunas. La Región de Valparaíso se compone de un total de 38 comunas.
Estas elecciones son las primeras elecciones municipales realizadas bajo el sistema de inscripción automática y voto obligatorio, luego de la promulgación de la Ley 21524 que restableció el voto obligatorio. Estas elecciones se realizaron paralelamente a las elecciones de gobernadores y consejeros regionales, cargos creados por la Ley 21073 de 2018, y que fueron elegidos por primera vez en 2021 y 2013, respectivamente.

## Precandidaturas
Las precandidaturas anunciadas a la fecha, son las siguientes: (en cursiva los alcaldes en ejercicio que irán a la reelección)
B- IEP: Izquierda Ecologista Popular
F- PSC: Partido Social Cristiano
H- CChM: Contigo Chile Mejor
P- PDG: Partido de la Gente
R- CD: Centro Democrático
Y- PRep: Partido Republicano
Z- ChV: Chile Vamos 
| Provincia               | Comuna         | Padrón Electoral (2023) | B- IEP               | F- PSC           | H- CChM                  | P- PDG           | R- CD                    | Y- PRep           | Z- ChV                      | Ind. |
| ----------------------- | -------------- | ----------------------- | -------------------- | ---------------- | ------------------------ | ---------------- | ------------------------ | ----------------- | --------------------------- | --- |
| Valparaíso              | Valparaíso     | 283 506                 |                      | Alexis Oliveros  | Camila Nieto (FA)        | Juan Valenzuela  | Marcela Figueroa         | Rafael González   |                             | Carla Meyer Zuliana Araya Rodrigo Díaz                                                                                |
| Valparaíso              | Casablanca     | 23 781                  |                      |                  | Francisco Riquelme (FA)  |                  | Alexander Aránguiz (DEM) |                   | Rodrigo Martínez (RN)       | Marcelo Pozo Karen Ordóñez                                                                                            |
| Valparaíso              | Concón         | 44 319                  |                      |                  |                          | Luis Campodónico |                          |                   | Pablo Rojas (Ind)           | Freddy Ramírez Ilén Sáez Ariel Soto                                                                                   |
| Valparaíso              | Juan Fernández | 854                     |                      |                  | Pablo Manríquez (Ind)    |                  |                          |                   | Leopoldo González (RN)      | |
| Valparaíso              | Puchuncaví     | 18 685                  |                      |                  | Érika Galarce (PPD)      |                  |                          |                   | Marcos Morales              | Juan Carlos González                                                                                                  |
| Valparaíso              | Quintero       | 26 933                  | Eliseo Morales (POP) | Jorge San Martín |                          |                  |                          |                   | Maritza Verdejo (RN)        | Alejandro Sepúlveda Jacqueline Paillalef Rolando Silva Fuentes Tamara Tello Jorge Collao Andrés San Martín José Varas |
| Valparaíso              | Viña del Mar   | 306 858                 | Manuel Díaz          |                  | Macarena Ripamonti (FA)  |                  |                          |                   |                             | Iván Poduje |
| Isla de Pascua          | Isla de Pascua | 6 503                   |                      |                  | Juliette Hotus (Ind)     |                  | Camilo Rapu              |                   | Mai Teao (RN)               | Elizabeth Arévalo |
| Los Andes               | Los Andes      | 56 069                  |                      |                  | Benigno Retamal (FREVS)  | Bonnie Silva     |                          |                   | Manuel Rivera (UDI)         | Nicolás Pirazzoli Juan Herrera                                                                                        |
| Los Andes               | Calle Larga    | 12 077                  |                      |                  | Dina González (PS)       |                  |                          |                   | Marcelo Castillo            | Fresia Quezada Héctor Silva                                                                                           |
| Los Andes               | Rinconada      | 10 010                  |                      |                  | Juan Castillo (Ind)      | Gabriela Rubilar | Myriam Iturrieta (DEM)   | Valeria Espinoza  | Juan Galdames               | Carlos Montenegro Juan Lobos Carla Cabello Viviana Ávila                                                              |
| Los Andes               | San Esteban    | 15 966                  |                      |                  | Patricio Suárez (PS)     |                  |                          |                   |                             | Christian Ortega René Mardones                                                                                        |
| Petorca                 | La Ligua       | 31 511                  | Armando Castillo     | Felipe Herrera   | Lorena Donaire (FA)      |                  |                          |                   | Andrés Soza (UDI)           | Severina De García Paola Lazo Patricio Pallares Armando Torrealba                                                     |
| Petorca                 | Cabildo        | 17 939                  |                      |                  | Víctor Donoso (PDC)      |                  |                          | Gonzalo Miquel    | Fernando Olmos              | Patricio Aliaga Piera Collao Nelson Lazcano                                                                           |
| Petorca                 | Papudo         | 6 681                   |                      |                  | Jaime Ahumada (PDC)      |                  |                          |                   | Claudia Adasme (RN)         | Rosa Prieto Margarita Sandoval                                                                                        |
| Petorca                 | Petorca        | 9 296                   |                      |                  | Ignacio Villalobos (Ind) |                  |                          |                   | Gustavo Henríquez           | Gustavo Valdenegro |
| Petorca                 | Zapallar       | 9 625                   |                      |                  |                          |                  |                          |                   | Gustavo Alessandri          | Carolina Letelier Jacqueline Molina                                                                                   |
| Quillota                | Quillota       | 77 390                  |                      |                  |                          |                  |                          | Gustavo Bertelsen |                             | Osvaldo Calderón Luis Mella                                                                                           |
| Quillota                | La Calera      | 44 669                  |                      |                  | Johnny Piraino (Ind)     |                  |                          |                   |                             | Eduardo Martínez |
| Quillota                | Hijuelas       | 16 137                  |                      |                  | José Saavedra (Ind)      |                  |                          |                   | Rafael Pacheco              | Verónica Rossat |
| Quillota                | La Cruz        | 17 641                  |                      | Paolo Sanhueza   | Filomena Navia (PS)      |                  | Rolando Arcos            |                   | Maite Larrondo (UDI)        | |
| Quillota                | Nogales        | 19 762                  |                      |                  | Jonathan Vásquez (PCCh)  |                  |                          | Bernardo Brito    | Leslie Pacheco (UDI)        | Ricardo Aliaga Carlos Diaz Margarita Osorio Edwin Griffiths                                                           |
| San Antonio             | San Antonio    | 79 469                  |                      | Álvaro Casanova  | Gonzalo Vega (Ind)       |                  |                          | Enrique Bahamonde |                             | Omar Vera Constanza Lizana Mario Botro                                                                                |
| San Antonio             | Algarrobo      | 16 468                  |                      | Gastón Dubornais |                          |                  |                          |                   | Marco Antonio González (RN) | Marcela Mansilla Verónica Cueto Alejandro Ricotti María Luisa Hámliton Carlos Tapia                                   |
| San Antonio             | Cartagena      | 20 345                  |                      | Cynthia Acuña    | Patricia Quiroz (PPD)    |                  | Raul Lorca (DEM)         |                   | Lili Silva                  | Fany Zúñiga Osvaldo Cartegena                                                                                         |
| San Antonio             | El Quisco      | 16 399                  |                      |                  | Natalia Carrasco (PDC)   |                  |                          |                   | José Moraga                 | José Jofré Leonardo Gómez                                                                                             |
| San Antonio             | El Tabo        | 14 974                  |                      |                  | Alfonso Muñoz (PS)       |                  |                          |                   |                             | Gloria Carrasco José Veas Álvaro Santana Maximiliano Avilés Maribel Leiva                                             |
| San Antonio             | Santo Domingo  | 12 851                  |                      | Augusto Pinochet |                          |                  |                          |                   | Dino Lotito (RN)            | Fernando Rodríguez |
| San Felipe de Aconcagua | San Felipe     | 60 624                  |                      | Jehielly Jarufe  | Carmen Castillo (Ind)    |                  |                          | Guillermo Flores  | Cristián Beals              | Patricia Boffa |
| San Felipe de Aconcagua | Catemu         | 12 240                  |                      |                  | Rodrigo Díaz (Ind)       |                  |                          |                   | Boris Luksic                | |
| San Felipe de Aconcagua | Llay- Llay     | 21 340                  |                      |                  | Edgardo González (PDC)   |                  |                          |                   | Mario Marchant              | Daniel Zamora |
| San Felipe de Aconcagua | Panquehue      | 6 710                   |                      |                  | Gonzalo Vergara (Ind)    |                  |                          |                   |                             | Luis Pradenas |
| San Felipe de Aconcagua | Putaendo       | 14 384                  |                      |                  | Mauricio Quiroz (Ind)    |                  |                          |                   | Miguel Ortiz (RN)           | Patricio González |
| San Felipe de Aconcagua | Santa María    | 12 465                  |                      |                  | Claudio Zurita (Ind)     |                  |                          |                   |                             | |
| Marga Marga             | Quilpué        | 139 758                 |                      |                  | Valeria Melipillán (FA)  |                  |                          |                   | Carolina Corti (RN)         | Christian Cárdenas Miguel Botto                                                                                       |
| Marga Marga             | Limache        | 41 900                  |                      | Oriana Pérez     | Sebastián Balbontín (FA) |                  |                          |                   | Luciano Valenzuela (Ind-RN) | Amal Salem Yerko Chamorro Joel González                                                                               |
| Marga Marga             | Olmué          | 17 277                  |                      |                  | William Rodríguez (Ind)  |                  |                          | Vicente Caselli   |                             | Jorge Jil Noemí Cáceres Cristián Yáñez                                                                                |
| Marga Marga             | Villa Alemana  | 106 662                 |                      | Marlene González | Edith Alvear (PCCh)      |                  |                          |                   | Nelson Estay                | Marcelo Valderrama Javiera Toledo                                                                                     |

## Resultados

### Alcaldes
| Municipio      | Alcalde saliente             | Partido | Partido | Alcalde electo               | Partido | Partido     |
| -------------- | ---------------------------- | ------- | ------- | ---------------------------- | ------- | ----------- |
| Algarrobo      | Marco González Candia        |         | RN      | Marco González Candia        |         | RN          |
| Cabildo        | Víctor Donoso Oyanedel       |         | PDC     | Patricio Aliaga Diaz         |         | Ind-PDC     |
| Calera         | Johnny Piraino Meneses       |         | Ind-PDC | Johnny Piraino Meneses       |         | Ind-PDC     |
| Calle Larga    | Dina González Alfaro         |         | PS      | Dina González Alfaro         |         | PS          |
| Cartagena      | Rodrigo García Tapia         |         | PPD     | Lidia Silva García           |         | Ind-UDI     |
| Casablanca     | Francisco Riquelme López     |         | FA      | Rodrigo Martínez Roca        |         | RN          |
| Catemu         | Rodrigo Diaz Brito           |         | Ind-FA  | Rodrigo Diaz Brito           |         | Ind-FA      |
| Concón         | Freddy Ramírez Villalobos    |         | Ind     | Freddy Ramírez Villalobos    |         | Ind         |
| El Quisco      | José Jofré Bustos            |         | Ind     | José Jofré Bustos            |         | Ind         |
| El Tabo        | Alfonso Muñoz Aravena        |         | PS      | Alfonso Muñoz Aravena        |         | PS          |
| Hijuelas       | José Saavedra Ibacache       |         | Ind-PS  | Verónica Rossat Arriagada    |         | Ind-UDI     |
| Isla de Pascua | Pedro Edmunds Paoa           |         | PRO     | Elizabeth Arévalo Pakarati   |         | Ind-Evópoli |
| Juan Fernández | Pablo Manríquez Angulo       |         | Ind-FA  | Pablo Manríquez Angulo       |         | Ind-FA      |
| La Cruz        | Filomena Navia Hevia         |         | PS      | Filomena Navia Hevia         |         | PS          |
| La Ligua       | Patricio Pallares Valenzuela |         | Ind     | Patricio Pallares Valenzuela |         | Ind         |
| Limache        | Daniel Morales Espíndola     |         | RN      | Luciano Valenzuela Romero    |         | Ind-RN      |
| Llay-Llay      | Edgardo González Arancibia   |         | PDC     | Edgardo González Arancibia   |         | PDC         |
| Los Andes      | Manuel Rivera Martínez       |         | UDI     | Manuel Rivera Martínez       |         | UDI         |
| Nogales        | Margarita Osorio Pizarro     |         | Ind     | Leslie Pacheco Ramírez       |         | Ind-UDI     |
| Olmué          | Jorge Jil Herrera            |         | Ind-PH  | Jorge Jil Herrera            |         | Ind         |
| Panquehue      | Gonzalo Vergara Lizana       |         | Ind-PDC | Gonzalo Vergara Lizana       |         | Ind-PDC     |
| Papudo         | Claudia Adasme Donoso        |         | RN      | Claudia Adasme Donoso        |         | RN          |
| Petorca        | Ignacio Villalobos Henriquez |         | Ind-FA  | Gustavo Henríquez Toledo     |         | Ind-RN      |
| Puchuncaví     | Marcos Morales Ureta         |         | Ind-RN  | Marcos Morales Ureta         |         | Ind-RN      |
| Putaendo       | Mauricio Quiroz Chamorro     |         | Ind-FA  | Mauricio Quiroz Chamorro     |         | Ind-FA      |
| Quillota       | Óscar Calderón Sánchez       |         | Ind     | Luis Mella Gajardo           |         | Ind         |
| Quilpué        | Valeria Melipillán Figueroa  |         | FA      | Carolina Corti Badia         |         | RN          |
| Quintero       | Mauricio Carrasco Pardo      |         | Ind     | Rolando Silva Fuentes        |         | Ind         |
| Rinconada      | Juan Galdames Carmona        |         | Ind-RN  | Juan Galdames Carmona        |         | Ind-RN      |
| San Antonio    | Constanza Lizana Sierra      |         | Ind     | Omar Vera Catro              |         | Ind         |
| San Esteban    | Christian Ortega Villagras   |         | Ind     | Christian Ortega Villagras   |         | Ind         |
| San Felipe     | Carmen Castillo Taucher      |         | Ind-PS  | Carmen Castillo Taucher      |         | Ind-PS      |
| Santa María    | Manuel León Saá              |         | PPD     | Manuel León Saá              |         | PPD         |
| Santo Domingo  | Dino Lotito Flores           |         | RN      | Fernando Rodríguez Larraín   |         | Ind-UDI     |
| Valparaíso     | Jorge Sharp Fajardo          |         | Ind     | Camila Nieto Hernández       |         | FA          |
| Villa Alemana  | Javiera Toledo Muñoz         |         | Ind     | Nelson Estay Molina          |         | Ind-RN      |
| Viña del Mar   | Macarena Ripamonti Serrano   |         | FA      | Macarena Ripamonti Serrano   |         | FA          |
| Zapallar       | Gustavo Alessandri Bascuñán  |         | Ind-RN  | Gustavo Alessandri Bascuñán  |         | Ind-RN      |

### Concejales
| Partido | Partido | Actual | Electos | +/-   |
| ------- | ------- | ------ | ------- | ----- |
|         | RN      | 34     | 49      | +15   |
|         | PREP    | 4      | 31      | +27   |
|         | UDI     | 27     | 28      | +1    |
|         | FA      | 27     | 23      | −4    |
|         | PS      | 28     | 22      | −6    |
|         | PDC     | 34     | 21      | −13   |
|         | PR      | 15     | 17      | +2    |
|         | PPD     | 25     | 16      | -9    |
|         | PC      | 19     | 15      | −4    |
|         | Evópoli | 4      | 5       | +1    |
|         | FRVS    | 6      | 5       | −1    |
|         | PP      | 5      | 4       | −1    |
|         | IND     | 5      | 2       | −3    |
|         | PL      | 4      | 2       | −2    |
|         | D       | 0      | 2       | Nuevo |
|         | PDG     | 0      | 2       | Nuevo |
|         | PRI     | 3      | 0       | −3    |
|         | PI      | 2      | 0       | −2    |
|         | PSC     | 1      | 0       | −1    |
|         | AxC     | 1      | 0       | −1    |

## Provincia de Isla de Pascua

### Isla de Pascua

#### Alcalde
| Alcalde actual             | Pedro Edmunds Paoa (PRO) | Pedro Edmunds Paoa (PRO) | Pedro Edmunds Paoa (PRO) | Pedro Edmunds Paoa (PRO) | Pedro Edmunds Paoa (PRO) |
| Candidato                  | Pacto                    | Partido                  | Votos                    | %                        | Resultado                |
| -------------------------- | ------------------------ | ------------------------ | ------------------------ | ------------------------ | ------------------------ |
| Mai Teao Osorio            | Chile Vamos              | RN                       | 1306                     | 27,61%                   |                          |
| Juliette Hotus Paoa        | Contigo Chile Mejor      | Ind.                     | 1263                     | 26,70%                   |                          |
| Camilo Rapu Riroroko       | Centro Democrático       | Ind.                     | 460                      | 9,73%                    |                          |
| Elizabeth Arévalo Pakarati | Independiente            | Ind.                     | 1701                     | 35,96%                   | Electa                   |

#### Concejales electos
| Candidato             | Pacto                           | Partido | Votos | %      |
| --------------------- | ------------------------------- | ------- | ----- | ------ |
| Moiko Jara Pate       | Chile Vamos UDI-Evópoli         | Evópoli | 314   | 6,99%  |
| Simon Riroroko Campos | Chile Vamos Renovación Nacional | RN      | 286   | 6,37%  |
| Omar Veriveri Durán   | Chile Vamos Renovación Nacional | Ind./RN | 329   | 7,33%  |
| Javiera Lira Hucke    | Chile Mucho Mejor               | PS      | 91    | 2,03%  |
| Pedro Edmunds Paoa    | Chile Mucho Mejor               | Ind./PS | 823   | 18,33% |
| Ivonne Nahoe Zamora   | Chile Mucho Mejor               | PPD     | 235   | 5,24%  |

     Concejal que obtiene la primera mayoría de votos en las elecciones municipales, realizada el 26 y 27 de octubre de 2024.

## Provincia de Los Andes

### Calle Larga

#### Alcalde
| Alcaldesa actual         | Dina González Alfaro (PS) | Dina González Alfaro (PS) | Dina González Alfaro (PS) | Dina González Alfaro (PS) | Dina González Alfaro (PS) |
| Candidato                | Pacto                     | Partido                   | Votos                     | %                         | Resultado                 |
| ------------------------ | ------------------------- | ------------------------- | ------------------------- | ------------------------- | ------------------------- |
| Marcelo Castillo Varas   | Chile Vamos               | Ind.                      | 1719                      | 16,47%                    |                           |
| Dina González Alfaro     | Contigo Chile Mejor       | PS                        | 6501                      | 62,28%                    | Reelecta                  |
| Fresia Quezada Contreras | Independiente             | Ind.                      | 269                       | 2,58%                     |                           |
| Héctor Silva Tapia       | Independiente             | Ind.                      | 1950                      | 18,68%                    |                           |

#### Concejales electos
| Candidato                | Pacto                           | Partido | Votos | %      |
| ------------------------ | ------------------------------- | ------- | ----- | ------ |
| Álex Cabezas Herrera     | Izquierda Ecologista Popular    | Ind./PP | 512   | 5,30%  |
| Gabriel Bianchini Frost  | Chile Vamos Renovación Nacional | RN      | 540   | 5,59%  |
| Juan Villarroel Salinas  | Chile Vamos Renovación Nacional | RN      | 556   | 5,75%  |
| Bárbara Farías Viguera   | Chile Mucho Mejor               | PS      | 1015  | 10,50% |
| Sebastián Orosco Ahumada | Chile Mucho Mejor               | Ind./PS | 1160  | 12,00% |
| Carlos Espinoza Barrera  | Chile Mucho Mejor               | DC      | 503   | 5,20%  |

     Concejal que obtiene la primera mayoría de votos en las elecciones municipales, realizada el 26 y 27 de octubre de 2024.

### Los Andes

#### Alcalde
| Alcalde actual            | Manuel Rivera Martínez (UDI) | Manuel Rivera Martínez (UDI) | Manuel Rivera Martínez (UDI) | Manuel Rivera Martínez (UDI) | Manuel Rivera Martínez (UDI) |
| Candidato                 | Pacto                        | Partido                      | Votos                        | %                            | Resultado                    |
| ------------------------- | ---------------------------- | ---------------------------- | ---------------------------- | ---------------------------- | ---------------------------- |
| Manuel Rivera Martínez    | Chile Vamos                  | UDI                          | 18 240                       | 41,88%                       | Reelecto                     |
| Benigno Retamal Rodríguez | Contigo Chile Mejor          | FRVS                         | 11 962                       | 27,47%                       |                              |
| Bonnie Silva Villarroel   | Partido de la Gente          | PDG                          | 3878                         | 8,90%                        |                              |
| Nicolás Pirazzoli Borras  | Independiente                | Ind.                         | 7883                         | 18,10%                       |                              |
| Juan Herrera Delgado      | Independiente                | Ind.                         | 1588                         | 3,65%                        |                              |

#### Concejales electos
| Candidato                     | Pacto                                  | Partido  | Votos | %     |
| ----------------------------- | -------------------------------------- | -------- | ----- | ----- |
| Marta Yochum Gajardo          | Chile Vamos UDI-Evópoli                | UDI      | 2040  | 5,15% |
| Juan Montenegro González      | Chile Vamos UDI-Evópoli                | Ind./UDI | 3013  | 7,61% |
| Mario Méndez Allendes         | Verdes Liberales por una Comuna Segura | FVRS     | 1210  | 3,06% |
| Nelson Vergara Henríquez      | Verdes Liberales por una Comuna Segura | FVRS     | 2629  | 6,64% |
| Marianella Benavides Cárdenas | Chile Mucho Mejor                      | PPD      | 1581  | 3,99% |
| Patricio Cornejo Herrera      | Republicanos                           | PRCh     | 3577  | 9,03% |

     Concejal que obtiene la primera mayoría de votos en las elecciones municipales, realizada el 26 y 27 de octubre de 2024.

### Rinconada

#### Alcalde
| Alcalde actual           | Juan Galdames Carmona (Ind./ChV) | Juan Galdames Carmona (Ind./ChV) | Juan Galdames Carmona (Ind./ChV) | Juan Galdames Carmona (Ind./ChV) | Juan Galdames Carmona (Ind./ChV) |
| Candidato                | Pacto                            | Partido                          | Votos                            | %                                | Resultado                        |
| ------------------------ | -------------------------------- | -------------------------------- | -------------------------------- | -------------------------------- | -------------------------------- |
| Juan Galdames Carmona    | Chile Vamos                      | Ind.                             | 3200                             | 34,93%                           | Reelecto                         |
| Juan Castillo Valle      | Contigo Chile Mejor              | Ind.                             | 540                              | 5,89%                            |                                  |
| Gabriela Rubilar López   | Partido de la Gente              | Ind.                             | 144                              | 1,57%                            |                                  |
| Valeria Espinoza Astorga | Republicanos                     | PRCh                             | 758                              | 8,27%                            |                                  |
| Myriam Iturrieta Cruz    | Centro Democrático               | D                                | 287                              | 3,13%                            |                                  |
| Carlos Montenegro Urbina | Independiente                    | Ind.                             | 2724                             | 29,73%                           |                                  |
| Juan Lobos Viguera       | Independiente                    | Ind.                             | 829                              | 9,05%                            |                                  |
| Carla Cabello Figueroa   | Independiente                    | Ind.                             | 64                               | 0,70%                            |                                  |
| Viviana Ávila Silva      | Independiente                    | Ind.                             | 616                              | 6,72%                            |                                  |

#### Concejales electos
| Candidato                  | Pacto                           | Partido  | Votos | %      |
| -------------------------- | ------------------------------- | -------- | ----- | ------ |
| Juan Urbina Torrales       | Chile Vamos UDI-Evópoli         | Ind./UDI | 901   | 10,32% |
| Wilson López Díaz          | Chile Vamos Renovación Nacional | RN       | 1043  | 11,95% |
| José Montalva Correa       | Chile Vamos Renovación Nacional | Ind./RN  | 430   | 4,93%  |
| Gonzalo Miranda Figueroa   | Tu Comuna Radical               | PR       | 1011  | 11,58% |
| Mauricio Rozas Honorato    | Chile Mucho Mejor               | PS       | 412   | 4,72%  |
| José Antonio Fuentes Tapia | Republicanos                    | PRCh     | 461   | 5,28%  |

     Concejal que obtiene la primera mayoría de votos en las elecciones municipales, realizada el 26 y 27 de octubre de 2024.

### San Esteban

#### Alcalde
| Alcalde actual             | Christian Ortega Villagras (Ind.) | Christian Ortega Villagras (Ind.) | Christian Ortega Villagras (Ind.) | Christian Ortega Villagras (Ind.) | Christian Ortega Villagras (Ind.) |
| Candidato                  | Pacto                             | Partido                           | Votos                             | %                                 | Resultado                         |
| -------------------------- | --------------------------------- | --------------------------------- | --------------------------------- | --------------------------------- | --------------------------------- |
| Patricio Suarez Suarez     | Contigo Chile Mejor               | PS                                | 438                               | 3,12%                             |                                   |
| Christian Ortega Villagras | Independiente                     | Ind.                              | 11 257                            | 80,17%                            | Reelecto                          |
| René Mardones Valencia     | Independiente                     | Ind.                              | 2346                              | 16,71%                            |                                   |

#### Concejales electos
| Candidato                 | Pacto                   | Partido  | Votos | %      |
| ------------------------- | ----------------------- | -------- | ----- | ------ |
| Rafael Reyes Fuenzalida   | Por Chile, Seguimos     | PCCh     | 889   | 7,00%  |
| José Manuel Bravo Hidalgo | Chile Vamos UDI-Evópoli | Ind./UDI | 1599  | 12,59% |
| Alejo Rodríguez Toledo    | Chile Vamos UDI-Evópoli | Ind./UDI | 656   | 5,16%  |
| Marian Leiva Vásquez      | Chile Mucho Mejor       | PS       | 1199  | 9,44%  |
| Julio Figueroa Lillo      | Chile Mucho Mejor       | Ind./PPD | 851   | 6,70%  |
| Manuel Ibaceta Lara       | Chile Mucho Mejor       | DC       | 811   | 6,39%  |

     Concejal que obtiene la primera mayoría de votos en las elecciones municipales, realizada el 26 y 27 de octubre de 2024.

## Provincia de Marga Marga

### Limache

#### Alcalde
| Alcalde actual                 | Daniel Morales Espíndola (RN) | Daniel Morales Espíndola (RN) | Daniel Morales Espíndola (RN) | Daniel Morales Espíndola (RN) | Daniel Morales Espíndola (RN) |
| Candidato/a                    | Pacto                         | Partido                       | Votos                         | %                             | Resultado                     |
| ------------------------------ | ----------------------------- | ----------------------------- | ----------------------------- | ----------------------------- | ----------------------------- |
| Luciano Valenzuela Romero      | Chile Vamos                   | Ind.                          | 12 413                        | 37,27%                        | Electo                        |
| Oriana Pérez Puebla            | Partido Social Cristiano      | Ind.                          | 988                           | 2,97%                         |                               |
| Sebastián Balbontín Bustamante | Contigo Chile Mejor           | FA                            | 8921                          | 26,79%                        |                               |
| Amal Salem Solís               | Independiente                 | Ind.                          | 4425                          | 13,29%                        |                               |
| Yerko Chamorro Sigdman         | Independiente                 | Ind.                          | 2326                          | 6,98%                         |                               |
| Joel González Vega             | Independiente                 | Ind.                          | 4230                          | 12,70%                        |                               |

     Candidato a alcalde que ganó una primaria legal en la comuna, realizada el 9 de junio de 2024.

#### Concejales electos
| Candidato                            | Pacto                           | Partido  | Votos | %      |
| ------------------------------------ | ------------------------------- | -------- | ----- | ------ |
| Alexis Ahumada Gómez                 | Chile Vamos UDI-Evópoli         | UDI      | 2485  | 8,09%  |
| Danilo Sandoval Sarabia              | Chile Vamos UDI-Evópoli         | Ind./UDI | 3489  | 11,36% |
| Matías Irarrázabal Gutiérrez         | Chile Vamos Renovación Nacional | RN       | 2260  | 7,36%  |
| Paula Abarca Carrizo                 | Chile Vamos Renovación Nacional | Ind./RN  | 2703  | 8,80%  |
| Álvaro Zamora Pérez                  | Chile Mucho Mejor               | PS       | 1454  | 4,73%  |
| Victoria Ladrón de Guevara Astudillo | Republicanos                    | PRCh     | 1436  | 4,68%  |

     Concejal que obtiene la primera mayoría de votos en las elecciones municipales, realizada el 26 y 27 de octubre de 2024.

### Olmué

#### Alcalde
| Alcalde actual           | Jorge Jil Herrera (Ind.) | Jorge Jil Herrera (Ind.) | Jorge Jil Herrera (Ind.) | Jorge Jil Herrera (Ind.) | Jorge Jil Herrera (Ind.) |
| Candidato/a              | Pacto                    | Partido                  | Votos                    | %                        | Resultado                |
| ------------------------ | ------------------------ | ------------------------ | ------------------------ | ------------------------ | ------------------------ |
| William Rodríguez Gúzman | Contigo Chile Mejor      | Ind.                     | 3014                     | 21,25%                   |                          |
| Vicente Caselli Ramos    | Republicanos             | PRCh                     | 2373                     | 16,73%                   |                          |
| Jorge Jil Herrera        | Independiente            | Ind.                     | 5898                     | 41,59%                   | Reelecto                 |
| Cristián Yáñez Vergara   | Independiente            | Ind.                     | 1708                     | 12,04%                   |                          |
| Noemí Cáceres Rojas      | Independiente            | Ind.                     | 1189                     | 8,38%                    |                          |

#### Concejales electos
| Candidato                    | Pacto                           | Partido | Votos | %     |
| ---------------------------- | ------------------------------- | ------- | ----- | ----- |
| Diego Umaña Esteban          | Izquierda Ecologista Popular    | Ind./PP | 602   | 4,60% |
| Beatriz Apablaza Martínez    | Chile Vamos UDI-Evópoli         | UDI     | 446   | 3,41% |
| Patricia Arancibia Gómez     | Chile Vamos Renovación Nacional | RN      | 956   | 7,30% |
| Sebastián Guajardo Caneo     | Tu Comuna Radical               | Ind./PR | 633   | 4,83% |
| Tomás Aranda Miranda         | Chile Mucho Mejor               | DC      | 454   | 3,47% |
| Trinidad Cisternas Gutiérrez | Republicanos                    | PRCh    | 750   | 5,73% |

     Concejal que obtiene la primera mayoría de votos en las elecciones municipales, realizada el 26 y 27 de octubre de 2024.

### Quilpué

#### Alcalde
| Alcalde actual              | Valeria Melipillán Figueroa (FA) | Valeria Melipillán Figueroa (FA) | Valeria Melipillán Figueroa (FA) | Valeria Melipillán Figueroa (FA) | Valeria Melipillán Figueroa (FA) |
| Candidato/a                 | Pacto                            | Partido                          | Votos                            | %                                | Resultado                        |
| --------------------------- | -------------------------------- | -------------------------------- | -------------------------------- | -------------------------------- | -------------------------------- |
| Carolina Corti Badía        | Chile Vamos                      | RN                               | 37 036                           | 35,91%                           | Electa                           |
| Valeria Melipillán Figueroa | Contigo Chile Mejor              | FA                               | 24 363                           | 23,62%                           |                                  |
| Christian Cárdenas Silva    | Independiente                    | Ind.                             | 35 032                           | 33,97%                           |                                  |
| Miguel Botto Salinas        | Independiente                    | Ind.                             | 6700                             | 6,50%                            |                                  |

     Candidata a alcaldesa que ganó una primaria legal en la comuna, realizada el 9 de junio de 2024.

#### Concejales electos
| Candidato                 | Pacto                           | Partido | Votos | %     |
| ------------------------- | ------------------------------- | ------- | ----- | ----- |
| Francisco Villegas Alegre | Por Chile, Seguimos             | FA      | 5839  | 6,51% |
| Paula Castro Astudillo    | Por Chile, Seguimos             | Ind./FA | 2457  | 2,74% |
| Daniel Raab Camalez       | Chile Vamos Renovación Nacional | RN      | 4050  | 4,51% |
| Javier Cortés Zapata      | Chile Vamos Renovación Nacional | Ind./RN | 2374  | 2,65% |
| Renzo Aranda Contreras    | Chile Mucho Mejor               | DC      | 3719  | 4,15% |
| Marco Aguirre Núñez       | Republicanos                    | PRCh    | 5217  | 5,82% |
| Paola Toledo Orellana     | Republicanos                    | PRCh    | 4107  | 4,58% |
| Mónica Neira Elgueta      | Republicanos                    | PRCh    | 4357  | 4,86% |

     Concejal que obtiene la primera mayoría de votos en las elecciones municipales, realizada el 26 y 27 de octubre de 2024.

### Villa Alemana

#### Alcalde
| Alcaldesa actual         | Javiera Toledo Muñoz (Ind.) | Javiera Toledo Muñoz (Ind.) | Javiera Toledo Muñoz (Ind.) | Javiera Toledo Muñoz (Ind.) | Javiera Toledo Muñoz (Ind.) |
| Candidato/a              | Pacto                       | Partido                     | Votos                       | %                           | Resultado                   |
| ------------------------ | --------------------------- | --------------------------- | --------------------------- | --------------------------- | --------------------------- |
| Marlene González Ahumada | Partido Social Cristiano    | Ind.                        | 6484                        | 7,99%                       |                             |
| Nelson Estay Molina      | Chile Vamos                 | Ind.                        | 37 612                      | 46,36%                      | Electo                      |
| Edith Alvear Guerra      | Contigo Chile Mejor         | PCCh                        | 8827                        | 10,88%                      |                             |
| Javiera Toledo Muñoz     | Independiente               | Ind.                        | 28 203                      | 34,76%                      |                             |

#### Concejales electos
| Candidato                   | Pacto                           | Partido | Votos | %     |
| --------------------------- | ------------------------------- | ------- | ----- | ----- |
| Ignacio Navarro Moyano      | Por Chile, Seguimos             | PCCh    | 2176  | 3,07% |
| Guillermo Barra Arancibia   | Izquierda Ecologista Popular    | PP      | 1346  | 1,90% |
| Roberto Morgado Oyarzún     | Chile Vamos Renovación Nacional | RN      | 2386  | 3,36% |
| Marcelo Gongora Carvajal    | Chile Mucho Mejor               | DC      | 1910  | 2,69% |
| Jeannette Lizana Díaz       | Republicanos                    | PRCh    | 3393  | 4,78% |
| Alejandro Gazmuri Sanhueza  | Republicanos                    | PRCh    | 4665  | 6,58% |
| Daniel Erraz Levaggi        | Republicanos                    | PRCh    | 2067  | 2,91% |
| Fernanda Ternicier Andrades | Independiente                   | Ind.    | 6314  | 8,90% |

     Concejal que obtiene la primera mayoría de votos en las elecciones municipales, realizada el 26 y 27 de octubre de 2024.

## Provincia de Petorca

### Cabildo

#### Alcalde
| Alcalde actual         | Víctor Donoso Oyanedel (DC) | Víctor Donoso Oyanedel (DC) | Víctor Donoso Oyanedel (DC) | Víctor Donoso Oyanedel (DC) | Víctor Donoso Oyanedel (DC) |
| Candidato/a            | Pacto                       | Partido                     | Votos                       | %                           | Resultado                   |
| ---------------------- | --------------------------- | --------------------------- | --------------------------- | --------------------------- | --------------------------- |
| Gonzalo Miquel Wenke   | Republicanos                | Ind.                        | 1349                        | 8,94%                       |                             |
| Víctor Donoso Oyanedel | Contigo Chile Mejor         | DC                          | 6124                        | 40,58%                      | Reelecto                    |
| Patricio Aliaga Díaz   | Independiente               | Ind.                        | 6043                        | 40,04%                      |                             |
| Piera Collao Segura    | Independiente               | Ind.                        | 1036                        | 6,87%                       |                             |
| Nelson Lazcano Silva   | Independiente               | Ind.                        | 539                         | 3,57%                       |                             |

#### Concejales electos
| Candidato                  | Pacto                           | Partido  | Votos | %      |
| -------------------------- | ------------------------------- | -------- | ----- | ------ |
| Sebastián Carvajal Araya   | Por Chile, Seguimos             | PCCh     | 1921  | 13,83% |
| Rodrigo Poblete Saavedra   | Chile Vamos Renovación Nacional | RN       | 1110  | 7,99%  |
| Fernando Olmos Saavedra    | Chile Vamos Renovación Nacional | RN       | 1597  | 11,50% |
| Constanza Chacana Carvajal | Tu Comuna Radical               | Ind./PR  | 477   | 3,43%  |
| Ignacio Miranda Morales    | Chile Mucho Mejor               | DC       | 609   | 4,39%  |
| Cecilia Vera Miranda       | Chile Mucho Mejor               | Ind./PPD | 1138  | 8,19%  |

     Concejal que obtiene la primera mayoría de votos en las elecciones municipales, realizada el 26 y 27 de octubre de 2024.

### La Ligua

#### Alcalde
| Alcalde actual                | Patricio Pallares Valenzuela (Ind.) | Patricio Pallares Valenzuela (Ind.) | Patricio Pallares Valenzuela (Ind.) | Patricio Pallares Valenzuela (Ind.) | Patricio Pallares Valenzuela (Ind.) |
| Candidato/a                   | Pacto                               | Partido                             | Votos                               | %                                   | Resultado                           |
| ----------------------------- | ----------------------------------- | ----------------------------------- | ----------------------------------- | ----------------------------------- | ----------------------------------- |
| Felipe Herrera Roco           | Partido Social Cristiano            | Ind.                                | 356                                 | 1,32%                               |                                     |
| Andrés Soza Reinoso           | Chile Vamos                         | UDI                                 | 7741                                | 28,76%                              |                                     |
| Lorena Donaire Cataldo        | Contigo Chile Mejor                 | FA                                  | 1581                                | 5,87%                               |                                     |
| Armando Castillo Riquelme     | Izquierda Ecologista Popular        | Ind.                                | 423                                 | 1,57%                               |                                     |
| Severina de Gracia de Sánchez | Independiente                       | Ind.                                | 6033                                | 22,41%                              |                                     |
| Paola Lazo Chacana            | Independiente                       | Ind.                                | 1130                                | 4,20%                               |                                     |
| Patricio Pallares Valenzuela  | Independiente                       | Ind.                                | 9130                                | 33,92%                              | Reelecto                            |
| Armando Torrealba Abarca      | Independiente                       | Ind.                                | 522                                 | 1,94%                               |                                     |

#### Concejales electos
| Candidato                   | Pacto                           | Partido  | Votos | %     |
| --------------------------- | ------------------------------- | -------- | ----- | ----- |
| Doris Sánchez Villalobos    | Por Chile, Seguimos             | PCCh     | 1173  | 4,80% |
| Mauricio Fidel Díaz Cancino | Por Chile, Seguimos             | PCCh     | 1347  | 5,52% |
| Claudia Cortez Osses        | Chile Vamos UDI-Evópoli         | Ind./UDI | 1405  | 5,75% |
| Ligia Osorio Osorio         | Chile Vamos Renovación Nacional | RN       | 828   | 3,39% |
| Enrique Areco Varela        | Centro Democrático              | D        | 1372  | 5,62% |
| Camilo Castillo Limari      | Chile Mucho Mejor               | PS       | 1427  | 5,84% |

     Concejal que obtiene la primera mayoría de votos en las elecciones municipales, realizada el 26 y 27 de octubre de 2024.

### Papudo

#### Alcalde
| Alcaldesa actual            | Claudia Adasme Donoso (RN) | Claudia Adasme Donoso (RN) | Claudia Adasme Donoso (RN) | Claudia Adasme Donoso (RN) | Claudia Adasme Donoso (RN) |
| Candidato/a                 | Pacto                      | Partido                    | Votos                      | %                          | Resultado                  |
| --------------------------- | -------------------------- | -------------------------- | -------------------------- | -------------------------- | -------------------------- |
| Claudia Adasme Donoso       | Chile Vamos                | RN                         | 4038                       | 63,01%                     | Reelecta                   |
| Jaime Ahumada Robles        | Contigo Chile Mejor        | DC                         | 340                        | 5,31%                      |                            |
| Rosa Prieto Valdés          | Independiente              | Ind.                       | 1084                       | 16,92%                     |                            |
| Margarita Sandoval Carrasco | Independiente              | Ind.                       | 946                        | 14,76%                     |                            |

#### Concejales electos
| Candidato               | Pacto                           | Partido  | Votos | %      |
| ----------------------- | ------------------------------- | -------- | ----- | ------ |
| Daniel Muñoz Navarro    | Por Chile, Seguimos             | Ind./FA  | 609   | 9,96%  |
| José Salinas Gutiérrez  | Chile Vamos UDI-Evópoli         | Ind./UDI | 528   | 8,63%  |
| Juan Gallardo Sagredo   | Chile Vamos Renovación Nacional | RN       | 663   | 10,84% |
| Juan Reinoso Méndez     | Chile Vamos Renovación Nacional | Ind./RN  | 365   | 5,97%  |
| Gonzalo Olmos Fernández | Chile Mucho Mejor               | Ind./DC  | 410   | 6,70%  |
| Cecilia Rivera Godoy    | Chile Mucho Mejor               | Ind./PPD | 470   | 7,68%  |

     Concejal que obtiene la primera mayoría de votos en las elecciones municipales, realizadas el 26 y 27 de octubre de 2024.

### Petorca

#### Alcalde
| Alcalde actual               | Ignacio Villalobos Henríquez (Ind./FA) | Ignacio Villalobos Henríquez (Ind./FA) | Ignacio Villalobos Henríquez (Ind./FA) | Ignacio Villalobos Henríquez (Ind./FA) | Ignacio Villalobos Henríquez (Ind./FA) |
| Candidato/a                  | Pacto                                  | Partido                                | Votos                                  | %                                      | Resultado                              |
| ---------------------------- | -------------------------------------- | -------------------------------------- | -------------------------------------- | -------------------------------------- | -------------------------------------- |
| Gustavo Henríquez Toledo     | Chile Vamos                            | Ind.                                   | 2918                                   | 37,36%                                 | Electo                                 |
| Ignacio Villalobos Henríquez | Contigo Chile Mejor                    | Ind.                                   | 2879                                   | 36,86%                                 |                                        |
| Gustavo Valdenegro Rubilar   | Independiente                          | Ind.                                   | 2014                                   | 25,78%                                 |                                        |

#### Concejales electos
| Candidato                 | Pacto                                  | Partido | Votos | %     |
| ------------------------- | -------------------------------------- | ------- | ----- | ----- |
| Ondina Figueroa Figueroa  | Por Chile, Seguimos                    | PCCh    | 382   | 5,25% |
| Lucia Delgado Astudillo   | Verdes Liberales por una Comuna Segura | FRVS    | 332   | 4,56% |
| Ronal Astudillo Hernández | Chile Vamos Renovación Nacional        | Ind./RN | 398   | 5,47% |
| Héctor Guerrero Olmos     | Tu Comuna Radical                      | Ind./PR | 470   | 6,46% |
| Jaime Paredes Reyes       | Chile Mucho Mejor                      | PPD     | 380   | 5,22% |
| Rodrigo Cuevas Vivanco    | Chile Mucho Mejor                      | DC      | 474   | 6,51% |

     Concejal que obtiene la primera mayoría de votos en las elecciones municipales, realizadas el 26 y 27 de octubre de 2024.

### Zapallar

#### Alcalde
| Alcalde actual               | Gustavo Alessandri Bascuñán (Ind./ChV) | Gustavo Alessandri Bascuñán (Ind./ChV) | Gustavo Alessandri Bascuñán (Ind./ChV) | Gustavo Alessandri Bascuñán (Ind./ChV) | Gustavo Alessandri Bascuñán (Ind./ChV) |
| Candidato/a                  | Pacto                                  | Partido                                | Votos                                  | %                                      | Resultado                              |
| ---------------------------- | -------------------------------------- | -------------------------------------- | -------------------------------------- | -------------------------------------- | -------------------------------------- |
| Gustavo Alessandri Bascuñán  | Chile Vamos                            | Ind.                                   | 6193                                   | 69,49%                                 | Reelecto                               |
| Carolina Letelier Riumallo   | Independiente                          | Ind.                                   | 2648                                   | 29,71%                                 |                                        |
| Jacqueline Molina Villarroel | Independiente                          | Ind.                                   | 71                                     | 0,80%                                  |                                        |

#### Concejales electos
| Candidato                       | Pacto                                  | Partido | Votos | %      |
| ------------------------------- | -------------------------------------- | ------- | ----- | ------ |
| Sebastián Chacana Basaez        | Chile Vamos UDI-Evópoli                | UDI     | 867   | 10,15% |
| Reinaldo Fernández Silva        | Verdes Liberales por una Comuna Segura | Ind./PL | 818   | 9,58%  |
| Luis Guajardo Abarca            | Chile Vamos Renovación Nacional        | RN      | 1284  | 15,03% |
| Carmen Ringeling Vicuña         | Chile Vamos Renovación Nacional        | Ind./RN | 810   | 9,48%  |
| Cecilia García-Huidobro Moroder | Chile Vamos Renovación Nacional        | Ind./RN | 405   | 4,74%  |
| Danilo Fernández Peña           | Chile Mucho Mejor                      | PS      | 855   | 10,01% |

     Concejal que obtiene la primera mayoría de votos en las elecciones municipales, realizadas el 26 y 27 de octubre de 2024.

## Provincia de Quillota

### Hijuelas

#### Alcalde
| Alcalde actual            | José Saavedra Ibacache (Ind./CChM) | José Saavedra Ibacache (Ind./CChM) | José Saavedra Ibacache (Ind./CChM) | José Saavedra Ibacache (Ind./CChM) | José Saavedra Ibacache (Ind./CChM) |
| Candidato/a               | Pacto                              | Partido                            | Votos                              | %                                  | Resultado                          |
| ------------------------- | ---------------------------------- | ---------------------------------- | ---------------------------------- | ---------------------------------- | ---------------------------------- |
| Rafael Pacheco Solís      | Chile Vamos                        | Ind.                               | 3994                               | 28,37%                             |                                    |
| José Saavedra Ibacache    | Contigo Chile Mejor                | Ind.                               | 3832                               | 27,22%                             |                                    |
| Verónica Rossat Arriagada | Independiente                      | Ind.                               | 6254                               | 44,42%                             | Electa                             |

#### Concejales electos
| Candidato                  | Pacto                           | Partido | Votos | %     |
| -------------------------- | ------------------------------- | ------- | ----- | ----- |
| Sergio Sánchez Rojas       | Chile Vamos Renovación Nacional | Ind./RN | 1063  | 8,51% |
| Cristián Ahumada Castillo  | Chile Vamos Renovación Nacional | Ind./RN | 785   | 6,29% |
| Viviana Hernández Troncoso | Partido de la Gente             | PDG     | 943   | 7,55% |
| Gladys Verdugo Palma       | Chile Mucho Mejor               | PS      | 790   | 6,33% |
| Aroldo Vargas Silva        | Chile Mucho Mejor               | PS      | 1022  | 8,18% |
| Jenny Vicencio Vicencio    | Republicanos                    | PRCh    | 540   | 4,32% |

     Concejal que obtiene la primera mayoría de votos en las elecciones municipales, realizadas el 26 y 27 de octubre de 2024.

### La Calera

#### Alcalde
| Alcalde actual           | Johnny Piraino Meneses (Ind./CChM) | Johnny Piraino Meneses (Ind./CChM) | Johnny Piraino Meneses (Ind./CChM) | Johnny Piraino Meneses (Ind./CChM) | Johnny Piraino Meneses (Ind./CChM) |
| Candidato                | Pacto                              | Partido                            | Votos                              | %                                  | Resultado                          |
| ------------------------ | ---------------------------------- | ---------------------------------- | ---------------------------------- | ---------------------------------- | ---------------------------------- |
| Johnny Piraino Meneses   | Contigo Chile Mejor                | Ind.                               | 26 943                             | 75,39%                             | Reelecto                           |
| Eduardo Martínez Machuca | Independiente                      | Ind.                               | 8797                               | 24,61%                             |                                    |

#### Concejales electos
| Candidato               | Pacto                           | Partido | Votos | %      |
| ----------------------- | ------------------------------- | ------- | ----- | ------ |
| Miguel Cabrera Valdivia | Por Chile, Seguimos             | FA      | 2101  | 6,88%  |
| Sandra Peralta Balcaza  | Por Chile, Seguimos             | PCCh    | 1245  | 4,07%  |
| Patricio Riveros Zepeda | Chile Vamos Renovación Nacional | RN      | 1864  | 6,10%  |
| Juan Reyes Reyes        | Chile Mucho Mejor               | DC      | 3630  | 11,88% |
| John Silva Carrasco     | Chile Mucho Mejor               | Ind./DC | 1101  | 3,60%  |
| Rodolfo Bravo Cerda     | Republicanos                    | PRCh    | 1200  | 3,93%  |

     Concejal que obtiene la primera mayoría de votos en las elecciones municipales, realizadas el 26 y 27 de octubre de 2024.

### La Cruz

#### Alcalde
| Alcaldesa actual        | Filomena Navia Hevia (PS) | Filomena Navia Hevia (PS) | Filomena Navia Hevia (PS) | Filomena Navia Hevia (PS) | Filomena Navia Hevia (PS) |
| Candidato/a             | Pacto                     | Partido                   | Votos                     | %                         | Resultado                 |
| ----------------------- | ------------------------- | ------------------------- | ------------------------- | ------------------------- | ------------------------- |
| Paolo Sanhueza Beretta  | Partido Social Cristiano  | Ind.                      | 1555                      | 9,90%                     |                           |
| Maite Larrondo Laborde  | Chile Vamos               | UDI                       | 5889                      | 37,50%                    |                           |
| Filomena Navia Hevia    | Contigo Chile Mejor       | PS                        | 6362                      | 40,51%                    | Reelecta                  |
| Rolando Arcos Arredondo | Centro Democrático        | Ind.                      | 1900                      | 12,10%                    |                           |

#### Concejales electos
| Candidato                     | Pacto                           | Partido  | Votos | %     |
| ----------------------------- | ------------------------------- | -------- | ----- | ----- |
| María Mella Zamora            | Por Chile, Seguimos             | Ind./FA  | 902   | 6,51% |
| Jaime Ponce Vera              | Chile Vamos UDI-Evópoli         | Ind./UDI | 728   | 5,26% |
| Mario Jeria Mena              | Chile Vamos Renovación Nacional | RN       | 417   | 3,01% |
| Eunice Navia Barboza          | Chile Mucho Mejor               | PS       | 773   | 5,58% |
| Hernán Anguita Arriagada      | Chile Mucho Mejor               | PS       | 1201  | 8,67% |
| Valentina Rodríguez Rodríguez | Republicanos                    | PRCh     | 767   | 5,54% |

     Concejal que obtiene la primera mayoría de votos en las elecciones municipales, realizadas el 26 y 27 de octubre de 2024.

### Nogales

#### Alcalde
| Alcaldesa actual         | Margarita Osorio Pizarro (Ind.) | Margarita Osorio Pizarro (Ind.) | Margarita Osorio Pizarro (Ind.) | Margarita Osorio Pizarro (Ind.) | Margarita Osorio Pizarro (Ind.) |
| Candidato/a              | Pacto                           | Partido                         | Votos                           | %                               | Resultado                       |
| ------------------------ | ------------------------------- | ------------------------------- | ------------------------------- | ------------------------------- | ------------------------------- |
| Leslie Pacheco Ramírez   | Chile Vamos                     | Ind.                            | 4634                            | 28,20%                          | Electa                          |
| Bernardo Brito Videla    | Republicanos                    | Ind.                            | 752                             | 4,58%                           |                                 |
| Jonathan Vásquez León    | Contigo Chile Mejor             | PCCh                            | 1585                            | 9,64%                           |                                 |
| Ricardo Aliaga Cruz      | Independiente                   | Ind.                            | 4242                            | 25,81%                          |                                 |
| Carlos Díaz Lillo        | Independiente                   | Ind.                            | 246                             | 1,50%                           |                                 |
| Margarita Osorio Pizarro | Independiente                   | Ind.                            | 4503                            | 27,40%                          |                                 |
| Edwin Griffiths Guerra   | Independiente                   | Ind.                            | 473                             | 2,88%                           |                                 |

     Candidato a alcalde que ganó una primaria legal en la comuna, realizada el 9 de junio de 2024.

#### Concejales electos
| Candidato                   | Pacto                           | Partido  | Votos | %     |
| --------------------------- | ------------------------------- | -------- | ----- | ----- |
| Claudio Alvarado Leiva      | Por Chile, Seguimos             | PCCh     | 1225  | 7,87% |
| Christian Vásquez Cordero   | Chile Vamos UDI-Evópoli         | Ind./UDI | 1157  | 7,43% |
| Catalina Yáñez Jadue        | Chile Vamos Renovación Nacional | Ind./RN  | 1138  | 7,31% |
| Juan Flores Olivares        | Tu Comuna Radical               | Ind./PR  | 1137  | 7,31% |
| María Bahamondes Bahamondes | Chile Mucho Mejor               | PPD      | 856   | 5,50% |
| Johao Marchant Valenzuela   | Chile Mucho Mejor               | PS       | 691   | 4,44% |

     Concejal que obtiene la primera mayoría de votos en las elecciones municipales, realizadas el 26 y 27 de octubre de 2024.

### Quillota

#### Alcalde
| Alcalde actual          | Óscar Calderón Sánchez (Ind.) | Óscar Calderón Sánchez (Ind.) | Óscar Calderón Sánchez (Ind.) | Óscar Calderón Sánchez (Ind.) | Óscar Calderón Sánchez (Ind.) |
| Candidato               | Pacto                         | Partido                       | Votos                         | %                             | Resultado                     |
| ----------------------- | ----------------------------- | ----------------------------- | ----------------------------- | ----------------------------- | ----------------------------- |
| Gustavo Bertelsen Mayol | Republicanos                  | Ind.                          | 6355                          | 10,00%                        |                               |
| Óscar Calderón Sánchez  | Independiente                 | Ind.                          | 25 263                        | 39,76%                        |                               |
| Luis Mella Gajardo      | Independiente                 | Ind.                          | 31 921                        | 50,24%                        | Electo                        |

#### Concejales electos
| Candidato                  | Pacto                           | Partido | Votos | %     |
| -------------------------- | ------------------------------- | ------- | ----- | ----- |
| Daniela Meriño Cisternas   | Por Chile, Seguimos             | PCCh    | 1651  | 3,06% |
| Regina Brito Jeria         | Chile Vamos Renovación Nacional | RN      | 3152  | 5,83% |
| José Antonio Rebolar Rivas | Chile Vamos Renovación Nacional | RN      | 2103  | 3,89% |
| Carlos Pacheco Díaz        | Tu Comuna Radical               | PR      | 2070  | 3,83% |
| Karen Madrid Oyarzo        | Chile Mucho Mejor               | PPD     | 2134  | 3,95% |
| Mauricio Ávila Pino        | Chile Mucho Mejor               | DC      | 3374  | 6,25% |
| Eduardo Ormazábal Mayol    | Chile Mucho Mejor               | Ind./DC | 1069  | 1,98% |
| Benjamín Canelo Pizarro    | Republicanos                    | PRCh    | 1852  | 3,43% |

     Concejal que obtiene la primera mayoría de votos en las elecciones municipales, realizadas el 26 y 27 de octubre de 2024.

## Provincia de San Antonio

### Algarrobo

#### Alcalde
| Alcalde actual              | Marco González Candia (RN) | Marco González Candia (RN) | Marco González Candia (RN) | Marco González Candia (RN) | Marco González Candia (RN) |
| Candidato/a                 | Pacto                      | Partido                    | Votos                      | %                          | Resultado                  |
| --------------------------- | -------------------------- | -------------------------- | -------------------------- | -------------------------- | -------------------------- |
| Gastón Dubournais Riveros   | Partido Social Cristiano   | Ind.                       | 332                        | 2,36%                      |                            |
| Marco González Candia       | Chile Vamos                | RN                         | 4250                       | 30,26%                     | Reelecto                   |
| Marcela Mansilla Potocnjak  | Independiente              | Ind.                       | 2677                       | 19,06%                     |                            |
| Verónica Cueto Cueto        | Independiente              | Ind.                       | 2905                       | 20,69%                     |                            |
| Alejandro Ricotti Sepúlveda | Independiente              | Ind.                       | 2425                       | 17,27%                     |                            |
| María Hamilton Velasco      | Independiente              | Ind.                       | 365                        | 2,60%                      |                            |
| Carlos Tapia Avilés         | Independiente              | Ind.                       | 1089                       | 7,75%                      |                            |

#### Concejales electos
| Candidato                   | Pacto                           | Partido  | Votos | %      |
| --------------------------- | ------------------------------- | -------- | ----- | ------ |
| María Vidal Marín           | Por Chile, Seguimos             | Ind./FA  | 510   | 3,87%  |
| José Luis Rojas Aguilar     | Chile Vamos UDI-Evópoli         | Ind./UDI | 660   | 5,01%  |
| Luis Núñez Berríos          | Chile Vamos Renovación Nacional | RN       | 854   | 6,48%  |
| Carol Velásquez Barra       | Chile Mucho Mejor               | Ind./DC  | 1703  | 12,92% |
| Paloma Escovedo Navarro     | Chile Mucho Mejor               | Ind./DC  | 369   | 2,88%  |
| José Nolberto Olivo Basaure | Republicanos                    | PRCh     | 509   | 3,86%  |

     Concejal que obtiene la primera mayoría de votos en las elecciones municipales, realizadas el 26 y 27 de octubre de 2024.

### Cartagena

#### Alcalde
| Alcalde actual            | Rodrigo García Tapia (PPD) | Rodrigo García Tapia (PPD) | Rodrigo García Tapia (PPD) | Rodrigo García Tapia (PPD) | Rodrigo García Tapia (PPD) |
| Candidato/a               | Pacto                      | Partido                    | Votos                      | %                          | Resultado                  |
| ------------------------- | -------------------------- | -------------------------- | -------------------------- | -------------------------- | -------------------------- |
| Cynthia Acuña Silva       | Partido Social Cristiano   | PSC                        | 657                        | 3,91%                      |                            |
| Lidia Silva García        | Chile Vamos                | Ind.                       | 5597                       | 33,33%                     | Electa                     |
| Raúl Lorca Merino         | Centro Democrático         | D                          | 449                        | 2,67%                      |                            |
| Patricia Quiroz Pehuenche | Contigo Chile Mejor        | PPD                        | 3835                       | 22,84%                     |                            |
| Fany Zúñiga Zúñiga        | Independiente              | Ind.                       | 1096                       | 6,53%                      |                            |
| Osvaldo Cartagena García  | Independiente              | Ind.                       | 5159                       | 30,72%                     |                            |

     Candidata a alcaldesa que ganó una primaria legal en la comuna, realizada el 9 de junio de 2024.

#### Concejales electos
| Candidato              | Pacto                           | Partido  | Votos | %      |
| ---------------------- | ------------------------------- | -------- | ----- | ------ |
| Pamela Álvarez Morales | Por Chile, Seguimos             | FA       | 653   | 4,23%  |
| Myriam García Arévalo  | Chile Vamos UDI-Evópoli         | Ind./UDI | 715   | 4,64%  |
| Marco Verdala Urzúa    | Chile Vamos Renovación Nacional | Ind./RN  | 1013  | 6,57%  |
| Ángel Armijo Ampuero   | Tu Comuna Radical               | Ind./PR  | 648   | 4,20%  |
| Rodrigo García Tapia   | Chile Mucho Mejor               | PPD      | 1603  | 10,39% |
| Jessica Palma Aravena  | Chile Mucho Mejor               | Ind./PPD | 328   | 2,13%  |

     Concejal que obtiene la primera mayoría de votos en las elecciones municipales, realizadas el 26 y 27 de octubre de 2024.

### El Quisco

#### Alcalde
| Alcalde actual           | José Jofré Bustos (Ind.) | José Jofré Bustos (Ind.) | José Jofré Bustos (Ind.) | José Jofré Bustos (Ind.) | José Jofré Bustos (Ind.) |
| Candidato/a              | Pacto                    | Partido                  | Votos                    | %                        | Resultado                |
| ------------------------ | ------------------------ | ------------------------ | ------------------------ | ------------------------ | ------------------------ |
| José Moraga Lira         | Chile Vamos              | Ind.                     | 1860                     | 13,18%                   |                          |
| Natalia Carrasco Pizarro | Contigo Chile Mejor      | DC                       | 4495                     | 31,85%                   |                          |
| José Jofré Bustos        | Independiente            | Ind.                     | 7351                     | 52,09%                   | Reelecto                 |
| Leonardo Gómez Valdés    | Independiente            | Ind.                     | 406                      | 2,88%                    |                          |

#### Concejales electos
| Candidato             | Pacto                           | Partido  | Votos | %     |
| --------------------- | ------------------------------- | -------- | ----- | ----- |
| Guillermo Romo Díaz   | Por Chile, Seguimos             | PCCh     | 869   | 6,61% |
| Alexis Muñoz Díaz     | Por Chile, Seguimos             | FA       | 524   | 3,98% |
| Luis Álvarez Bianchi  | Chile Vamos UDI-Evópoli         | Ind./UDI | 1275  | 9,69% |
| Karime Chamal Ormeño  | Chile Vamos Renovación Nacional | RN       | 824   | 6,26% |
| Sandra Sánchez Flores | Tu Comuna Radical               | Ind./PR  | 365   | 2,77% |
| Marcia Iturra Miranda | Chile Mucho Mejor               | Ind./PS  | 719   | 5,47% |

     Concejal que obtiene la primera mayoría de votos en las elecciones municipales, realizadas el 26 y 27 de octubre de 2024.

### El Tabo

#### Alcalde
| Alcalde actual              | Alfonso Muñoz Aravena (PS) | Alfonso Muñoz Aravena (PS) | Alfonso Muñoz Aravena (PS) | Alfonso Muñoz Aravena (PS) | Alfonso Muñoz Aravena (PS) |
| Candidato/a                 | Pacto                      | Partido                    | Votos                      | %                          | Resultado                  |
| --------------------------- | -------------------------- | -------------------------- | -------------------------- | -------------------------- | -------------------------- |
| Alfonso Muñoz Aravena       | Contigo Chile Mejor        | PS                         | 5938                       | 44,80%                     | Reelecto                   |
| Gloria Carrasco Núñez       | Independiente              | Ind.                       | 2321                       | 17,51%                     |                            |
| José Veas Berríos           | Independiente              | Ind.                       | 2674                       | 20,18%                     |                            |
| Álvaro Santana Contreras    | Independiente              | Ind.                       | 1465                       | 11,05%                     |                            |
| Maximiliano Avilés Marambio | Independiente              | Ind.                       | 483                        | 3,64%                      |                            |
| Maribel Leiva Cabrera       | Independiente              | Ind.                       | 373                        | 2,81%                      |                            |

#### Concejales electos
| Candidato                  | Pacto                           | Partido | Votos | %      |
| -------------------------- | ------------------------------- | ------- | ----- | ------ |
| Claudia Aracena Carreño    | Por Chile, Seguimos             | Ind./FA | 370   | 2,94%  |
| Regina Hito Becerra        | Chile Vamos UDI-Evópoli         | UDI     | 1318  | 10,47% |
| José Ángel Urrea Castañeda | Chile Vamos Renovación Nacional | RN      | 660   | 5,24%  |
| Francisco Lagos Cortés     | Tu Comuna Radical               | Ind./PR | 901   | 7,16%  |
| Karina Soto Benavides      | Chile Mucho Mejor               | PS      | 786   | 6,24%  |
| Joel Aravena Cisternas     | Republicanos                    | PRCh    | 815   | 6,47%  |

     Concejal que obtiene la primera mayoría de votos en las elecciones municipales, realizadas el 26 y 27 de octubre de 2024.

### San Antonio

#### Alcalde
| Alcaldesa actual        | María Lizana Sierra (Ind.) | María Lizana Sierra (Ind.) | María Lizana Sierra (Ind.) | María Lizana Sierra (Ind.) | María Lizana Sierra (Ind.) |
| Candidato/a             | Pacto                      | Partido                    | Votos                      | %                          | Resultado                  |
| ----------------------- | -------------------------- | -------------------------- | -------------------------- | -------------------------- | -------------------------- |
| Álvaro Casanova Mora    | Partido Social Cristiano   | PSC                        | 1281                       | 2,03%                      |                            |
| Gonzalo Vega Moreno     | Contigo Chile Mejor        | Ind.                       | 13 546                     | 21,51%                     |                            |
| Enrique Bahamonde Lagos | Republicanos               | PRCh                       | 5816                       | 9,24%                      |                            |
| Omar Vera Castro        | Independiente              | Ind.                       | 35 324                     | 56,10%                     | Electo                     |
| María Lizana Sierra     | Independiente              | Ind.                       | 5563                       | 8,84%                      |                            |
| Mario Botro Moya        | Independiente              | Ind.                       | 1431                       | 2,27%                      |                            |

#### Concejales electos
| Candidato                 | Pacto                           | Partido | Votos | %     |
| ------------------------- | ------------------------------- | ------- | ----- | ----- |
| José Ibarra Ibarra        | Por Chile, Seguimos             | Ind./FA | 1592  | 2,94% |
| Milko Caracciolo Soto     | Izquierda Ecologista Popular    | PP      | 2192  | 4,05% |
| Danilo Rojas Barahona     | Chile Vamos Renovación Nacional | RN      | 2550  | 4,71% |
| Edinson Henríquez Quezada | Chile Vamos Renovación Nacional | Ind./RN | 2546  | 4,70% |
| Alexis Lizama Abarca      | Tu Comuna Radical               | PR      | 1841  | 3,40% |
| Paola Améstica González   | Chile Mucho Mejor               | PS      | 3822  | 7,06% |
| Manuel Meza Hinojosa      | Chile Mucho Mejor               | DC      | 4026  | 7,44% |
| Manuel Palominos Pérez    | Republicanos                    | PRCh    | 1992  | 3,68% |

     Concejal que obtiene la primera mayoría de votos en las elecciones municipales, realizadas el 26 y 27 de octubre de 2024.

### Santo Domingo

#### Alcalde
| Alcalde actual             | Dino Lotito Flores (RN)  | Dino Lotito Flores (RN) | Dino Lotito Flores (RN) | Dino Lotito Flores (RN) | Dino Lotito Flores (RN) |
| Candidato/a                | Pacto                    | Partido                 | Votos                   | %                       | Resultado               |
| -------------------------- | ------------------------ | ----------------------- | ----------------------- | ----------------------- | ----------------------- |
| Augusto Pinochet Molina    | Partido Social Cristiano | Ind.                    | 289                     | 2,46%                   |                         |
| Dino Lotito Flores         | Chile Vamos              | RN                      | 5330                    | 45,34%                  |                         |
| Fernando Rodríguez Larraín | Independiente            | Ind.                    | 6137                    | 52,20%                  | Electo                  |

#### Concejales electos
| Candidato                 | Pacto                           | Partido   | Votos | %     |
| ------------------------- | ------------------------------- | --------- | ----- | ----- |
| Claudio Núñez Agüero      | Chile Vamos UDI-Evópoli         | UDI       | 571   | 5,23% |
| Carla González León       | Chile Vamos UDI-Evópoli         | Evópoli   | 832   | 7,62% |
| Cristina Huerta Farías    | Chile Vamos Renovación Nacional | Ind./RN   | 515   | 4,72% |
| Felipe Soto Abarca        | Tu Comuna Radical               | PR        | 869   | 7,96% |
| Fabiola Contreras Fuentes | Chile Mucho Mejor               | DC        | 774   | 7,09% |
| Germán Mayo de Goyeneche  | Republicanos                    | Ind./PRCh | 681   | 6,24% |

     Concejal que obtiene la primera mayoría de votos en las elecciones municipales, realizadas el 26 y 27 de octubre de 2024.

## Provincia de San Felipe de Aconcagua

### Catemu

#### Alcalde
| Alcalde actual     | Rodrigo Díaz Brito (Ind./CChM) | Rodrigo Díaz Brito (Ind./CChM) | Rodrigo Díaz Brito (Ind./CChM) | Rodrigo Díaz Brito (Ind./CChM) | Rodrigo Díaz Brito (Ind./CChM) |
| Candidato          | Pacto                          | Partido                        | Votos                          | %                              | Resultado                      |
| ------------------ | ------------------------------ | ------------------------------ | ------------------------------ | ------------------------------ | ------------------------------ |
| Boris Luksic Nieto | Chile Vamos                    | Ind.                           | 3557                           | 32,92%                         |                                |
| Rodrigo Díaz Brito | Contigo Chile Mejor            | Ind.                           | 7249                           | 67,08%                         | Reelecto                       |

#### Concejales electos
| Candidato                  | Pacto                                  | Partido  | Votos | %      |
| -------------------------- | -------------------------------------- | -------- | ----- | ------ |
| Belén Guerreño Zamora      | Por Chile, Seguimos                    | FA       | 860   | 8,71%  |
| Claudia Villar Ahumada     | Verdes Liberales por una Comuna Segura | Ind./PL  | 881   | 8,92%  |
| Jessica González Silva     | Chile Vamos Renovación Nacional        | RN       | 824   | 8,35%  |
| Richard Concha Bruna       | Chile Vamos Renovación Nacional        | Ind./RN  | 722   | 7,31%  |
| Guillermo Vásquez Oliveros | Chile Mucho Mejor                      | Ind./PPD | 1178  | 11,93% |
| Isabel Salas Vega          | Chile Mucho Mejor                      | Ind./PPD | 666   | 6,75%  |

     Concejal que obtiene la primera mayoría de votos en las elecciones municipales, realizadas el 26 y 27 de octubre de 2024.

### Llay-Llay

#### Alcalde
| Alcalde actual             | Edgardo González Arancibia (DC) | Edgardo González Arancibia (DC) | Edgardo González Arancibia (DC) | Edgardo González Arancibia (DC) | Edgardo González Arancibia (DC) |
| Candidato                  | Pacto                           | Partido                         | Votos                           | %                               | Resultado                       |
| -------------------------- | ------------------------------- | ------------------------------- | ------------------------------- | ------------------------------- | ------------------------------- |
| Mario Marchant Silva       | Chile Vamos                     | Ind.                            | 1076                            | 5,89%                           |                                 |
| Edgardo González Arancibia | Contigo Chile Mejor             | DC                              | 12 776                          | 69,99%                          | Reelecto                        |
| Daniel Zamora Hinostroza   | Independiente                   | Ind.                            | 4401                            | 24,11%                          |                                 |

#### Concejales electos
| Candidato                  | Pacto                           | Partido | Votos | %      |
| -------------------------- | ------------------------------- | ------- | ----- | ------ |
| Maritza Varas Torres       | Por Chile, Seguimos             | PCCh    | 902   | 5,48%  |
| Pamela Arévalo Langenbach  | Chile Vamos Renovación Nacional | RN      | 2020  | 12,27% |
| Alfonso Reyes Olivares     | Tu Comuna Radical               | Ind./PR | 621   | 3,77%  |
| José Gárate Barrera        | Chile Mucho Mejor               | Ind./DC | 1190  | 7,23%  |
| Matías Barrera Reyes       | Chile Mucho Mejor               | PS      | 1523  | 9,25%  |
| Solange Pizarro Sorricueta | Republicanos                    | PRCh    | 1059  | 6,43%  |

     Concejal que obtiene la primera mayoría de votos en las elecciones municipales, realizadas el 26 y 27 de octubre de 2024.

### Panquehue

#### Alcalde
| Alcalde actual         | Gonzalo Vergara Lizana (DC) | Gonzalo Vergara Lizana (DC) | Gonzalo Vergara Lizana (DC) | Gonzalo Vergara Lizana (DC) | Gonzalo Vergara Lizana (DC) |
| Candidato/a            | Pacto                       | Partido                     | Votos                       | %                           | Resultado                   |
| ---------------------- | --------------------------- | --------------------------- | --------------------------- | --------------------------- | --------------------------- |
| Gonzalo Vergara Lizana | Contigo Chile Mejor         | DC                          | 4093                        | 65,23%                      | Reelecto                    |
| Luis Pradenas Morán    | Independiente               | Ind.                        | 2182                        | 34,77%                      |                             |

#### Concejales electos
| Candidato                | Pacto                   | Partido   | Votos | %     |
| ------------------------ | ----------------------- | --------- | ----- | ----- |
| Manuel Zamora Escobar    | Chile Vamos UDI-Evópoli | UDI       | 503   | 8,56% |
| Vanessa Ossandón Cáceres | Chile Vamos UDI-Evópoli | Ind./UDI  | 373   | 6,35% |
| José Bravo Urrutia       | Tu Comuna Radical       | Ind./PR   | 342   | 5,82% |
| Fabián Álvarez Araya     | Chile Mucho Mejor       | Ind./PPD  | 488   | 8,30% |
| Rubén Henríquez Vergara  | Chile Mucho Mejor       | PS        | 355   | 6,04% |
| Carmen Gatto Fernández   | Republicanos            | Ind./PRCh | 226   | 3,84% |

     Concejal que obtiene la primera mayoría de votos en las elecciones municipales, realizadas el 26 y 27 de octubre de 2024.

### Putaendo

#### Alcalde
| Alcalde actual           | Mauricio Quiroz Chamorro (Ind./CChM) | Mauricio Quiroz Chamorro (Ind./CChM) | Mauricio Quiroz Chamorro (Ind./CChM) | Mauricio Quiroz Chamorro (Ind./CChM) | Mauricio Quiroz Chamorro (Ind./CChM) |
| Candidato/a              | Pacto                                | Partido                              | Votos                                | %                                    | Resultado                            |
| ------------------------ | ------------------------------------ | ------------------------------------ | ------------------------------------ | ------------------------------------ | ------------------------------------ |
| Miguel Ortiz Henríquez   | Chile Vamos                          | RN                                   | 4256                                 | 36,59%                               |                                      |
| Mauricio Quiroz Chamorro | Contigo Chile Mejor                  | Ind.                                 | 4923                                 | 42,32%                               | Reelecto                             |
| Patricio González Núñez  | Independiente                        | Ind.                                 | 2453                                 | 21,09%                               |                                      |

#### Concejales electos
| Candidato                 | Pacto                           | Partido | Votos | %      |
| ------------------------- | ------------------------------- | ------- | ----- | ------ |
| Carlos Gallardo Lobos     | Por Chile, Seguimos             | PCCh    | 471   | 4,37%  |
| Luis Jiménez Cortés       | Chile Vamos Renovación Nacional | Ind./RN | 438   | 4,06%  |
| Angélica Leiva Henríquez  | Chile Mucho Mejor               | Ind./PS | 679   | 6,30%  |
| Sebastián Caldera Caldera | Republicanos                    | PRCh    | 1653  | 15,33% |
| Susana Silva Herrera      | Republicanos                    | PRCh    | 402   | 3,73%  |
| Francisco Casas Muñoz     | Independiente                   | Ind.    | 1762  | 16,34% |

     Concejal que obtiene la primera mayoría de votos en las elecciones municipales, realizadas el 26 y 27 de octubre de 2024.

### San Felipe

#### Alcalde
| Alcaldesa actual        | Carmen Castillo Taucher (Ind./PS) | Carmen Castillo Taucher (Ind./PS) | Carmen Castillo Taucher (Ind./PS) | Carmen Castillo Taucher (Ind./PS) | Carmen Castillo Taucher (Ind./PS) |
| Candidato               | Pacto                             | Partido                           | Votos                             | %                                 | Resultado                         |
| ----------------------- | --------------------------------- | --------------------------------- | --------------------------------- | --------------------------------- | --------------------------------- |
| Jehielly Jarufe Cofré   | Partido Social Cristiano          | PSC                               | 3773                              | 8,08%                             |                                   |
| Christian Beals Campos  | Chile Vamos                       | Ind.                              | 14 299                            | 30,64%                            |                                   |
| Guillermo Flores Leiva  | Republicanos                      | PRCh                              | 4327                              | 9,08%                             |                                   |
| Carmen Castillo Taucher | Contigo Chile Mejor               | Ind.                              | 18 984                            | 40,68%                            | Reelecta                          |
| Patricia Boffa Casas    | Independiente                     | Ind.                              | 5375                              | 11,52%                            |                                   |

#### Concejales electos
| Candidato                       | Pacto                                  | Partido   | Votos | %     |
| ------------------------------- | -------------------------------------- | --------- | ----- | ----- |
| Ricardo Covarrubias Covarrubias | Por Chile, Seguimos                    | PCCh      | 2264  | 5,46% |
| Guillermo Lillo Vivar           | Verdes Liberales por una Comuna Segura | Ind./FRVS | 3619  | 8,72% |
| Juan Sabaj Paublo               | Chile Vamos Renovación Nacional        | Ind./RN   | 2697  | 6,50% |
| Ronald Olivares Cruz            | Centro Democrático                     | Ind./D    | 1019  | 2,46% |
| Basilio Muena Arias             | Tu Comuna Radical                      | Ind./PR   | 2344  | 5,65% |
| César Lazo González             | Republicanos                           | PRCh      | 1624  | 3,91% |

     Concejal que obtiene la primera mayoría de votos en las elecciones municipales, realizadas el 26 y 27 de octubre de 2024.

### Santa María

#### Alcalde
| Alcalde actual | Manuel León Saa (PPD) | Manuel León Saa (PPD) | Manuel León Saa (PPD) | Manuel León Saa (PPD) | Manuel León Saa (PPD) |
| Candidato      | Pacto                 | Partido               | Votos                 | %                     | Resultado             |
| -------------- | --------------------- | --------------------- | --------------------- | --------------------- | --------------------- |
| Claudio Zurita | Contigo Chile Mejor   | PPD                   | 9804                  | 100%                  | Reelecto              |

#### Concejales electos
| Candidato               | Pacto                           | Partido  | Votos | %      |
| ----------------------- | ------------------------------- | -------- | ----- | ------ |
| Marisol Ponce Cisterna  | Chile Vamos UDI-Evópoli         | UDI      | 1027  | 10,28% |
| Miguel Muñoz Soto       | Chile Vamos UDI-Evópoli         | Ind./UDI | 934   | 9,35%  |
| Danilo Arancibia Brante | Chile Vamos Renovación Nacional | RN       | 1599  | 16,01% |
| José Grbic Bernal       | Chile Vamos Renovación Nacional | RN       | 387   | 3,88%  |
| María Meza Espinoza     | Chile Mucho Mejor               | PPD      | 616   | 6,17%  |
| Abel Valdivia Rozas     | Chile Mucho Mejor               | Ind./DC  | 746   | 7,47%  |

     Concejal que obtiene la primera mayoría de votos en las elecciones municipales, realizadas el 26 y 27 de octubre de 2024.

## Provincia de Valparaíso

### Casablanca

#### Alcalde
| Alcalde actual           | Francisco Riquelme López (FA) | Francisco Riquelme López (FA) | Francisco Riquelme López (FA) | Francisco Riquelme López (FA) | Francisco Riquelme López (FA) |
| Candidato/a              | Pacto                         | Partido                       | Votos                         | %                             | Resultado                     |
| ------------------------ | ----------------------------- | ----------------------------- | ----------------------------- | ----------------------------- | ----------------------------- |
| Rodrigo Martínez Roca    | Chile Vamos                   | RN                            | 11 250                        | 54,34%                        | Electo                        |
| Francisco Riquelme López | Contigo Chile Mejor           | FA                            | 6345                          | 30,65%                        |                               |
| Alexander Aránguiz Meza  | Centro Democrático            | D                             | 309                           | 1,49%                         |                               |
| Marcelo Pozo Cerda       | Independiente                 | Ind.                          | 1331                          | 6,43%                         |                               |
| Karen Ordoñez Urzúa      | Independiente                 | Ind.                          | 1467                          | 7,08%                         |                               |

#### Concejales electos
| Candidato                     | Pacto                           | Partido  | Votos | %      |
| ----------------------------- | ------------------------------- | -------- | ----- | ------ |
| Álex Santander Carrasco       | Frente Amplio                   | FA       | 1197  | 6,38%  |
| José Manuel Cartagena Ilabaca | Frente Amplio                   | FA       | 960   | 5,12%  |
| Iván Durán Palma              | Chile Vamos UDI-Evópoli         | Ind./UDI | 2413  | 12,86% |
| Felipe Molina Lagos           | Chile Vamos UDI-Evópoli         | Ind./UDI | 1165  | 6,21%  |
| Ilse Quezada Ponce            | Chile Vamos Renovación Nacional | RN       | 1383  | 7,37%  |
| Manuel Vera Delgado           | Chile Mucho Mejor               | Ind./DC  | 1173  | 6,25%  |

     Concejal que obtiene la primera mayoría de votos en las elecciones municipales, realizada el 26 y 27 de octubre de 2024.

### Concón

#### Alcalde
| Alcalde actual            | Freddy Ramírez Villalobos (Ind.) | Freddy Ramírez Villalobos (Ind.) | Freddy Ramírez Villalobos (Ind.) | Freddy Ramírez Villalobos (Ind.) | Freddy Ramírez Villalobos (Ind.) |
| Candidato/a               | Pacto                            | Partido                          | Votos                            | %                                | Resultado                        |
| ------------------------- | -------------------------------- | -------------------------------- | -------------------------------- | -------------------------------- | -------------------------------- |
| Pablo Rojas Daydi         | Chile Vamos                      | Ind.                             | 13 925                           | 37,28%                           |                                  |
| Luis Campodónico Espinoza | Partido de la Gente              | PDG                              | 950                              | 2,54%                            |                                  |
| Freddy Ramírez Villalobos | Independiente                    | Ind.                             | 19 493                           | 52,18%                           | Reelecto                         |
| Ilen Sáez Larravide       | Independiente                    | Ind.                             | 1946                             | 5,21%                            |                                  |
| Ariel Soto Lucero         | Independiente                    | Ind.                             | 1040                             | 2,78%                            |                                  |

     Candidato a alcalde que ganó una primaria legal en la comuna, realizada el 9 de junio de 2024.

#### Concejales electos
| Candidato                         | Pacto                           | Partido      | Votos | %      |
| --------------------------------- | ------------------------------- | ------------ | ----- | ------ |
| María José Aguirre Neuenschwander | Chile Vamos UDI-Evópoli         | Ind./Evópoli | 2553  | 7,35%  |
| Ricardo Urenda Herencia           | Chile Vamos UDI-Evópoli         | Ind./Evópoli | 2479  | 7,14%  |
| Jorge Valdovinos Gómez            | Chile Vamos Renovación Nacional | Ind./RN      | 2341  | 6,74%  |
| Alberto Fernández López           | Tu Comuna Radical               | PR           | 3691  | 10,62% |
| Elda Arteaga Breiding             | Chile Mucho Mejor               | DC           | 1829  | 5,26%  |
| Paulina Zúñiga Guevara            | Republicanos                    | PRCh         | 1863  | 5,36%  |

     Concejal que obtiene la primera mayoría de votos en las elecciones municipales, realizada el 26 y 27 de octubre de 2024.

### Juan Fernández

#### Alcalde
| Alcalde actual                | Pablo Manríquez Angulo (Ind./SD) | Pablo Manríquez Angulo (Ind./SD) | Pablo Manríquez Angulo (Ind./SD) | Pablo Manríquez Angulo (Ind./SD) | Pablo Manríquez Angulo (Ind./SD) |
| Candidato/a                   | Pacto                            | Partido                          | Votos                            | %                                | Resultado                        |
| ----------------------------- | -------------------------------- | -------------------------------- | -------------------------------- | -------------------------------- | -------------------------------- |
| Leopoldo González Charpentier | Chile Vamos                      | RN                               | 172                              | 28,29%                           |                                  |
| Pablo Manríquez Angulo        | Contigo Chile Mejor              | Ind.                             | 436                              | 71,71%                           | Reelecto                         |

#### Concejales electos
| Candidato                    | Pacto               | Partido | Votos | %      |
| ---------------------------- | ------------------- | ------- | ----- | ------ |
| Andrés Salas Burgos          | Por Chile, Seguimos | Ind./FA | 85    | 13,80% |
| Jaritza Rivadeneira Muena    | Por Chile, Seguimos | Ind./FA | 71    | 11,53% |
| Elizabeth Celedón de Rodt    | Por Chile, Seguimos | Ind./FA | 79    | 12,82% |
| Francisco Balbontín González | Por Chile, Seguimos | Ind./FA | 57    | 9,25%  |
| Gregory Paredes Arredondo    | Por Chile, Seguimos | Ind./FA | 105   | 17,05% |
| Juan Carlos Órdenes Hills    | Chile Vamos         | Ind./RN | 59    | 9,58%  |

     Concejal que obtiene la primera mayoría de votos en las elecciones municipales, realizada el 26 y 27 de octubre de 2024.

### Puchuncaví

#### Alcalde
| Alcalde actual         | Marcos Morales Ureta (Ind./ChV) | Marcos Morales Ureta (Ind./ChV) | Marcos Morales Ureta (Ind./ChV) | Marcos Morales Ureta (Ind./ChV) | Marcos Morales Ureta (Ind./ChV) |
| Candidato              | Pacto                           | Partido                         | Votos                           | %                               | Resultado                       |
| ---------------------- | ------------------------------- | ------------------------------- | ------------------------------- | ------------------------------- | ------------------------------- |
| Marcos Morales Ureta   | Chile Vamos                     | Ind.                            | 7486                            | 47,50%                          | Reelecto                        |
| Juan González Romo     | Independiente                   | Ind.                            | 6024                            | 38,23%                          |                                 |
| Érika Galarce Meléndez | Contigo Chile Mejor             | PPD                             | 2249                            | 14,27%                          |                                 |

#### Concejales electos
| Candidato               | Pacto                           | Partido | Votos | %     |
| ----------------------- | ------------------------------- | ------- | ----- | ----- |
| Benjamín Angulo Vega    | Por Chile, Seguimos             | FA      | 990   | 6,72% |
| Juan Pérez Herrera      | Chile Vamos UDI-Evópoli         | UDI     | 930   | 6,31% |
| Rosa Berríos Lecaros    | Chile Vamos Renovación Nacional | Ind./RN | 801   | 5,43% |
| Agustín Valencia García | Chile Mucho Mejor               | Ind./DC | 1106  | 7,50% |
| Juan Peña Bernal        | Chile Mucho Mejor               | Ind./PS | 1119  | 7,59% |
| Andrea Lodi Recabarren  | Republicanos                    | PRCh    | 481   | 3,26% |

     Concejal que obtiene la primera mayoría de votos en las elecciones municipales, realizada el 26 y 27 de octubre de 2024.

### Quintero

#### Alcalde
| Alcalde actual                | Mauricio Carrasco Pardo (Ind.) | Mauricio Carrasco Pardo (Ind.) | Mauricio Carrasco Pardo (Ind.) | Mauricio Carrasco Pardo (Ind.) | Mauricio Carrasco Pardo (Ind.) |
| Candidato/a                   | Pacto                          | Partido                        | Votos                          | %                              | Resultado                      |
| ----------------------------- | ------------------------------ | ------------------------------ | ------------------------------ | ------------------------------ | ------------------------------ |
| Jorge San Martín Gutiérrez    | Partido Social Cristiano       | Ind.                           | 395                            | 1,80%                          |                                |
| Maritza Verdejo Acuña         | Chile Vamos                    | RN                             | 4859                           | 22,18%                         |                                |
| Eliseo Morales Henríquez      | Izquierda Ecologista Popular   | PP                             | 487                            | 2,22%                          |                                |
| Alejandro Sepúlveda Santander | Independiente                  | Ind.                           | 5863                           | 26,77%                         |                                |
| Jacqueline Paillalef Vega     | Independiente                  | Ind.                           | 610                            | 2,79%                          |                                |
| Rolando Silva Fuentes         | Independiente                  | Ind.                           | 6266                           | 28,61%                         | Electo                         |
| Tamara Tello Gallo            | Independiente                  | Ind.                           | 1202                           | 5,49%                          |                                |
| Jorge Collao Cancino          | Independiente                  | Ind.                           | 343                            | 1,57%                          |                                |
| Andrés San Martín Sáez        | Independiente                  | Ind.                           | 160                            | 0,73%                          |                                |
| José Varas Zúñiga             | Independiente                  | Ind.                           | 1718                           | 7,84%                          |                                |

#### Concejales electos
| Candidato                 | Pacto                           | Partido      | Votos | %     |
| ------------------------- | ------------------------------- | ------------ | ----- | ----- |
| Gerardo Sandoval Latrille | Chile Vamos UDI-Evópoli         | Ind./Evópoli | 895   | 4,51% |
| Marco Avendaño Valenzuela | Chile Vamos Renovación Nacional | RN           | 688   | 3,47% |
| Mauricio Carrasco Pardo   | Tu Comuna Radical               | Ind./PR      | 1691  | 8,52% |
| Mario González Ahumada    | Tu Comuna Radical               | Ind./PR      | 1583  | 7,98% |
| Antonio Aguayo Suárez     | Chile Mucho Mejor               | PPD          | 1087  | 5,48% |
| Marcelo Vergara Muñoz     | Republicanos                    | PRCh         | 691   | 3,48% |

     Concejal que obtiene la primera mayoría de votos en las elecciones municipales, realizadas el 26 y 27 de octubre de 2024.

### Valparaíso

#### Alcalde
| Alcalde actual            | Jorge Sharp Fajardo (Ind.) | Jorge Sharp Fajardo (Ind.) | Jorge Sharp Fajardo (Ind.) | Jorge Sharp Fajardo (Ind.) | Jorge Sharp Fajardo (Ind.) |
| Candidato/a               | Pacto                      | Partido                    | Votos                      | %                          | Resultado                  |
| ------------------------- | -------------------------- | -------------------------- | -------------------------- | -------------------------- | -------------------------- |
| Rafael González Camus     | Republicanos               | Ind.                       | 35 717                     | 19,93%                     |                            |
| Alexis Oliveros Aguilar   | Partido Social Cristiano   | Ind.                       | 5870                       | 3,27%                      |                            |
| Marcela Figueroa Kupfer   | Centro Democrático         | Ind.                       | 7451                       | 4,16%                      |                            |
| Juan Valenzuela Henríquez | Partido de la Gente        | PDG                        | 31 036                     | 17,32%                     |                            |
| Camila Nieto Hernández    | Contigo Chile Mejor        | FA                         | 49 854                     | 27,81%                     | Electa                     |
| Rodrigo Díaz Yubero       | Independiente              | Ind.                       | 6614                       | 3,69%                      |                            |
| Carla Meyer Arancibia     | Independiente              | Ind.                       | 33 952                     | 18,84%                     |                            |
| Zuliana Araya Gutiérrez   | Independiente              | Ind.                       | 8746                       | 4,88%                      |                            |

     Candidata a alcaldesa que ganó una primaria legal en la comuna, realizada el 9 de junio de 2024.

#### Concejales electos
| Candidato                | Pacto                                  | Partido   | Votos  | %     |
| ------------------------ | -------------------------------------- | --------- | ------ | ----- |
| Lukas Cáceres Costa      | Por Chile Seguimos                     | FA        | 11 026 | 7,08% |
| Thelmo Aguilar Rojas     | Por Chile Seguimos                     | Ind./FA   | 4317   | 2,77% |
| Alicia Zúñiga Valencia   | Por Chile Seguimos                     | PCCh      | 4827   | 3,10% |
| Dante Iturrieta Méndez   | Chile Vamos UDI-Evópoli                | UDI       | 3236   | 2,08% |
| Vicente Celedón Collao   | Verdes Liberales por una Comuna Segura | Ind./FRVS | 3706   | 2,38% |
| Leonardo Contreras Neira | Chile Vamos Renovación Nacional        | RN        | 3736   | 2,40% |
| Jorge López Morales      | Partido de la Gente                    | PDG       | 3985   | 2,56% |
| Jazmín Murillo Jorquera  | Chile Mucho Mejor                      | Ind./PPD  | 2947   | 1,89% |
| Miguel Vergara González  | Republicanos                           | PRCh      | 9960   | 6,40% |
| Valentina Véliz González | Republicanos                           | PRCh      | 5831   | 3,75% |

     Concejal que obtiene la primera mayoría de votos en las elecciones municipales, realizada el 26 y 27 de octubre de 2024.

### Viña del Mar

#### Alcalde
| Alcaldesa actual           | Macarena Ripamonti Serrano (FA) | Macarena Ripamonti Serrano (FA) | Macarena Ripamonti Serrano (FA) | Macarena Ripamonti Serrano (FA) | Macarena Ripamonti Serrano (FA) |
| Candidato                  | Pacto                           | Partido                         | Votos                           | %                               | Resultado                       |
| -------------------------- | ------------------------------- | ------------------------------- | ------------------------------- | ------------------------------- | ------------------------------- |
| Manuel Díaz Barraza        | Izquierda Ecologista Popular    | Ind.                            | 16 104                          | 7,28%                           |                                 |
| Macarena Ripamonti Serrano | Contigo Chile Mejor             | FA                              | 114 147                         | 51,63%                          | Reelecta                        |
| Iván Poduje Capdeville     | Independiente                   | Ind.                            | 90 817                          | 41,08%                          |                                 |

#### Concejales electos
| Candidato                           | Pacto                           | Partido  | Votos  | %      |
| ----------------------------------- | ------------------------------- | -------- | ------ | ------ |
| Nancy Díaz Soto                     | Por Chile, Seguimos             | FA       | 10 475 | 5,57%  |
| Alejandro Aguilera Moya             | Por Chile, Seguimos             | FA       | 7217   | 3,84%  |
| Nicolás López Pimentel              | Por Chile, Seguimos             | PCCh     | 8492   | 4,52%  |
| José Tomás Bartolucci Schiappacasse | Chile Vamos UDI-Evópoli         | Ind./UDI | 6898   | 3,67%  |
| Antonia Scarella Chamy              | Chile Vamos UDI-Evópoli         | Ind./UDI | 5439   | 2,89%  |
| Carlos Williams Arriola             | Chile Vamos Renovación Nacional | Ind./RN  | 8945   | 4,76%  |
| Sandro Puebla Veas                  | Chile Mucho Mejor               | Ind./PS  | 8537   | 4,54%  |
| Antonella Pecchenino Lobos          | Republicanos                    | PRCh     | 19 406 | 10,33% |
| Andrés Solar Miranda                | Republicanos                    | PRCh     | 4808   | 2,56%  |
| Francisco Mejías Díaz               | Republicanos                    | PRCh     | 3791   | 2,02%  |

     Concejal que obtiene la primera mayoría de votos en las elecciones municipales, realizada el 26 y 27 de octubre de 2024.